# Trận chung kết Giải vô địch bóng đá thế giới 1974
Trận chung kết giải vô địch bóng đá thế giới 1974 là trận đấu bóng đá diễn ra ngày 7 tháng 7 năm 1974 tại sân vận động Olympic ở thành phố München giữa hai đội là Tây Đức và Hà Lan để xác định nhà vô địch của giải vô địch bóng đá thế giới 1974. Sau 90 phút đá chính, đội chủ nhà đã thắng 2–1 nhờ 2 pha lập công của Paul Breitner và Gerd Müller. Đây là lần thứ hai đội tuyển Tây Đức giành được chức vô địch của giải bóng đá lớn nhất hành tinh, sau lần đầu vào năm 1954.

## Chi tiết
| Hà Lan              | 1–2      | Tây Đức                           |
| ------------------- | -------- | --------------------------------- |
| Neeskens 2' (ph.đ.) | Chi tiết | Breitner 25' (ph.đ.) · Müller 43' |

| Hà Lan | Tây Đức |

| GK                      | 8  | Jan Jongbloed       |     |     |
| RB                      | 20 | Wim Suurbier        |     |     |
| CB                      | 17 | Wim Rijsbergen      |     | 69' |
| CB                      | 2  | Arie Haan           |     |     |
| LB                      | 12 | Ruud Krol           |     |     |
| DM                      | 6  | Wim Jansen          |     |     |
| CM                      | 13 | Johan Neeskens      | 40' |     |
| CM                      | 3  | Willem van Hanegem  | 23' |     |
| RW                      | 16 | Johnny Rep          |     |     |
| CF                      | 14 | Johan Cruyff (c)    | 45' |     |
| LW                      | 15 | Rob Rensenbrink     |     | 46' |
| Vào thay người:         |    |                     |     |     |
| GK                      | 18 | Piet Schrijvers     |     |     |
| DF                      | 5  | Rinus Israël        |     |     |
| MF                      | 7  | Theo de Jong        |     | 69' |
| MF                      | 10 | René van de Kerkhof |     | 46' |
| FW                      | 9  | Piet Keizer         |     |     |
| Huấn luyện viên trưởng: |    |                     |     |     |
| Rinus Michels           |    |                     |     |     |

| GK                      | 1  | Sepp Maier               |    |  |
| RB                      | 2  | Berti Vogts              | 4' |  |
| CB                      | 5  | Franz Beckenbauer (c)    |    |  |
| CB                      | 4  | Hans-Georg Schwarzenbeck |    |  |
| LB                      | 3  | Paul Breitner            |    |  |
| DM                      | 16 | Rainer Bonhof            |    |  |
| CM                      | 14 | Uli Hoeneß               |    |  |
| CM                      | 12 | Wolfgang Overath         |    |  |
| RW                      | 9  | Jürgen Grabowski         |    |  |
| CF                      | 13 | Gerd Müller              |    |  |
| LW                      | 17 | Bernd Hölzenbein         |    |  |
| Vào thay người:         |    |                          |    |  |
| GK                      | 21 | Norbert Nigbur           |    |  |
| DF                      | 6  | Horst-Dieter Höttges     |    |  |
| MF                      | 8  | Bernhard Cullmann        |    |  |
| MF                      | 15 | Heinz Flohe              |    |  |
| FW                      | 11 | Jupp Heynckes            |    |  |
| Huấn luyện viên trưởng: |    |                          |    |  |
| Helmut Schön            |    |                          |    |  |